# Ngemplik Wetan
Ngemplik Wetan is een bestuurslaag in het regentschap Demak van de provincie Midden-Java, Indonesië. Ngemplik Wetan telt 2169 inwoners (volkstelling 2010).